# TARGET
ТАРГЕТ, TARGET (от англ. Trans-European Automated Real-time Gross Settlement Express Transfer System) — межбанковская платёжная система, позволяющая в режиме реального времени осуществлять международные расчёты внутри Европейского союза. Первая версия системы, введённая 1 января 1999 года, включала 16 национальных платёжных систем и платёжный механизм Европейского центрального банка. C 2007 года введена новая версия системы TARGET2.

## Цели создания системы TARGET
Основными целями системы ТАРГЕТ являются:
- повышение надежности и безопасности механизма трансграничных платежей;
- повышение эффективности платежей между странами — членами Европейского союза;
- содействие в проведении единой денежно-кредитной политики Европейским центробанком.

В системе ТАРГЕТ связующая система построена на основе международной системы SWIFT (англ. Society for Worldwide Interbank Financial Telecommunication).
Система ТАРГЕТ повышает ликвидность, являющуюся необходимым условием системы расчётов. Она предусматривает возможность получения своими участниками дополнительных ликвидных средств, которые могут быть использованы для осуществления платежей. Центральные банки предоставляют беспроцентные дневные кредиты под соответствующее обеспечение, которые могут быть использованы в течение рабочего дня неоднократно. В качестве обеспечения принимаются все активы, которые используются при проведении операций рефинансирования.
Система работает ежедневно, за исключением выходных дней (суббота и воскресенье) и общенациональных праздников. В июне 2006 года через систему ТАРГЕТ было проведено более 7 миллионов платежей с общим объёмом более 47 000 миллиардов евро.

## TARGET2
Последняя версия системы, TARGET2, унифицирует технологическую инфраструктуру 26 центральных банков стран — членов Европейского союза. Она введена в действие 19 ноября 2007 года.

### Стоимость услуг в системе TARGET2
Существует два подхода к определению стоимости услуг пользователей системы:
1. фиксированная стоимость плюс оплата за каждую транзакцию:
  - месячный платёж: 100 €;
  - стоимость одной транзакции: 0,80 €;
2. фиксированная стоимость плюс оплата за каждую транзакцию в зависимости от их числа:
  - месячный взнос: 1250 €;
  - оплата каждой транзакции в зависимости от их числа:

| Номер п/п | Количество транзакций в месяц | Количество транзакций в месяц | Стоимость одного перевода |
| Номер п/п | от                            | до                            | Стоимость одного перевода |
| --------- | ----------------------------- | ----------------------------- | ------------------------- |
| 1         | 1                             | 10000                         | 0,60 €                    |
| 2         | 10001                         | 25000                         | 0,50 €                    |
| 3         | 25001                         | 50000                         | 0,40 €                    |
| 4         | 50001                         | 100000                        | 0,20 €                    |
| 5         | более 100000                  | более 100000                  | 0,125 €                   |